# 640 pr. n. št.

## Rojstva
- Aliat II., kralj Lidije († 560 pr. n. št.)

## Smrti
- Dugdami, kralj Kimercev (* ni znano)